# Grabels
Grabels (okzitanisch Grabèls) ist eine französische Gemeinde mit 9060 Einwohnern (Stand: 1. Januar 2022) im Département Hérault in der Region Okzitanien; sie gehört zum Arrondissement Montpellier und zum Kanton Montpellier-1.

## Geographie

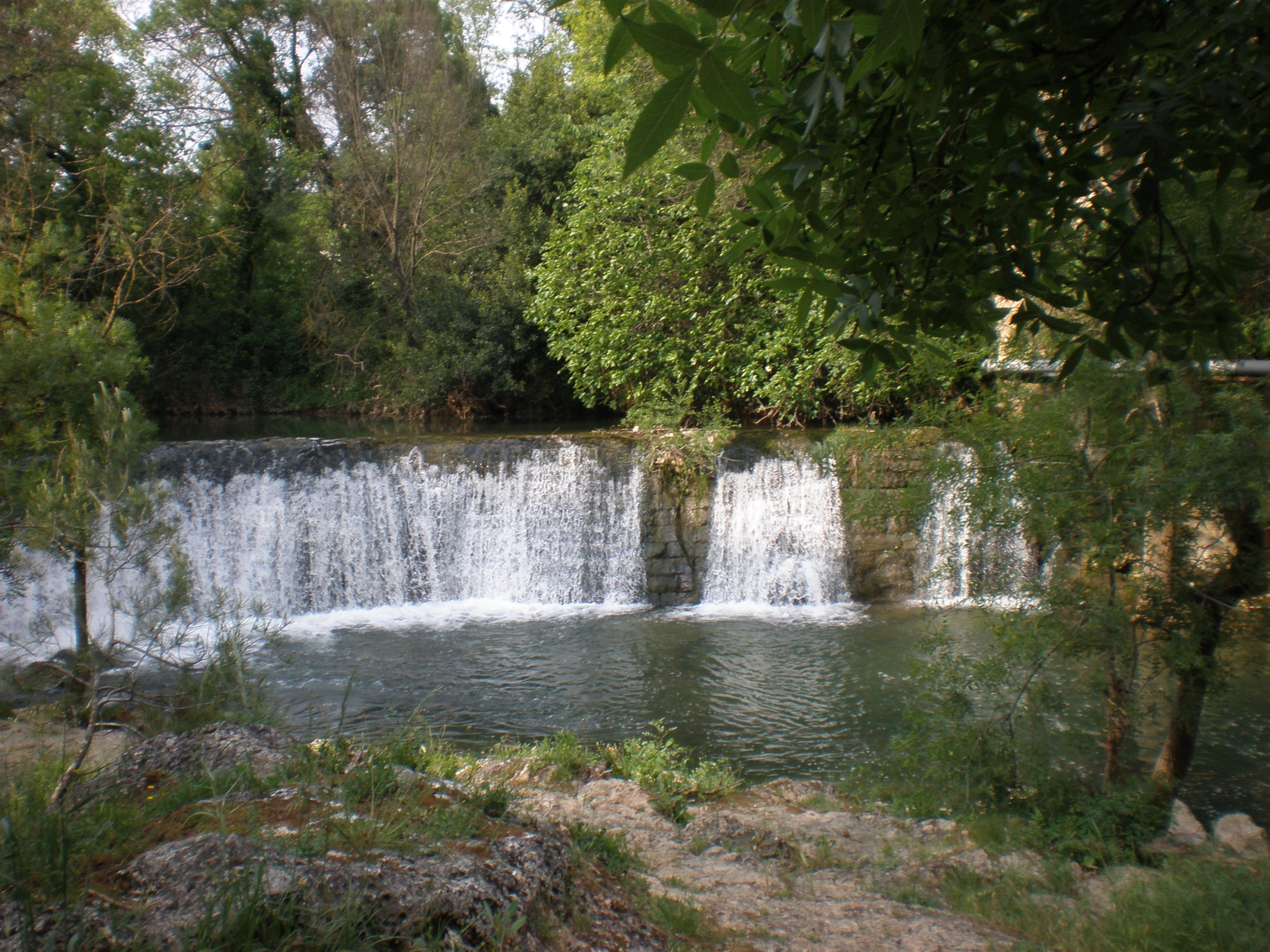
Avyquelle mit Zufluss zum Mosson

Umgeben wird Grabels von den Nachbargemeinden Combaillaux im Norden, Saint-Gély-du-Fesc im Nordosten, Saint-Clément-de-Rivière im Osten, Montpellier im Südosten, Juvignac im Süden, Saint-Georges-d’Orques und Montarnaud im Südwesten sowie Valhauquès im Nordwesten. Durch Grabels fließt der Fluss Mosson. Hier entspringt auch die Quelle Source de  l’Avy, die in den Mosson mündet.
Grabels gehört zum Weinbaugebiet Vin de pays des Collines de la Moure.

## Bevölkerungsentwicklung
| Jahr      | 1962 | 1968 | 1975 | 1982 | 1990 | 1999 | 2006 | 2017 |
| Einwohner | 835  | 1020 | 1537 | 2527 | 3130 | 5438 | 5906 | 8430 |

## Sehenswürdigkeiten
- Kirche Saint-Julien-et-Sainte-Basilisse
- Turm de la Valsière

## Persönlichkeiten
- Paul Chassary (1859–1930), Dichter
- Joseph Delteil (1894–1978), Schriftsteller
- William „Meyna‘ch“ Roussel (* 1976), französischer Black-Metal-Musiker und Gründungsmitglied der Band Mütiilation